# 行動應用管理
行動應用管理 (Mobile Application Management, MAM) 描述了負責配置和控制對公司提供的自攜設備(BYOD)智能手機或平板電腦的業務設置中使用內部開發和商業的行動應用的軟件和服務。
行動應用管理在應用程式層級提供精細控制，使管理員能夠管理和保護應用程式資料。行動應用管理(MAM)不同於行動裝置管理（MDM），其重點是控制整個設備，並要求用戶註冊他們的設備並安裝服務代理。
雖然一些企業行動管理（EMM）套件包括行動應用管理功能，但與獨立的行動應用管理解決方案相比，其功能可能受到限制，因為企業行動管理套件需要設備管理配置文件才能啟動應用程式管理功能。

## 歷史
企業應用管理受到業務環境中移動應用程式的廣泛採用而受到企業的廣泛重視。
自攜設備(BYOD)現像是行動應用管理背後的一個因素，員工攜帶個人電腦、智能手機和平板電腦在商業環境中的使用（與企業擁有的設備相比）從2010年的31％上升到2011年的41％。 當員工將個人設備帶入企業環境時，移動應用管理功能可讓企業IT人員下載所需的應用程式，控制讀取業務資料。如果設備丟失、或當其所有者不在企業工作時，則從設備中刪除本地緩存的業務數據。

## 應用包裝
作為行動應用管理解決方案的一部分，應用程式包裝(App Wraping)最初是將策略應用於應用程序的有利方法。
應用程序包裝設置動態函式庫，並添加到控制應用程式某些方面的既有二進製文件(binary)。例如，在啟動時，您可以更改應用程式，以便它需要使用本地密鑰進行身份驗證。或者您可以攔截通信，以免被強制使用您公司的虛擬私人網路（VPN），或阻止該通信達到保存敏感數據的特定應用程序。 
越來越多的蘋果和三星都在克服應用程序包裝問題。除了應用程式包裝是合法的灰色區域，並且可能不符合其實際目標的事實之外，不可能適應整個作對系統來處理許多包裝的應用程序。通常，應用商店中可用的包裝應用程式也未被證明是成功的，因為它們無法在沒有行動裝置管理的情況下執行。

## 常見系統功能
一個端對端(end-to-end) 行動應用管理解決方案提供了以下功能：通過企業應用商店來控制移動應用程序的配置；更新和刪除、監控應用程式的性能和使用情況；以及從託管應用程式遠程抹除資料。行動應用管理系統的核心功能包括：

| - 應用交付 (企業 App Store) - 應用更新 - 應用效能監控 - 用戶認證 - 崩潰日誌報告 - 用戶和群組存取控制 | - 應用版本管理 - 應用組態管理 - 推送服務 - 報告和追蹤 - 使用方式 - 事件管理 - 應用包裝 |

## 參照
1. ↑  The Economist, “Beyond the PC: Survey on Personal Technology,” 2011-10-08, page 11
2. ↑  .   [2017-10-16]. （原始内容存档于2013-07-01）.